# Blufin
Blufin S.p.A — итальянский дом моды, созданный в 1988 году Анной Молинари и Джанпаоло Тарабини. Основным брендом является Blumarine, запущенный в 1977 году. Также в Blufin S.p.A входят такие бренды как: Miss Blumarine(1987), Blugirl(1995) и Anna Molinari(1995).

## История
В 1977 году в итальянском городке Карпи дизайнером Анной Молинари, а также её супругом была создана компания Blumarine. В основу названия бренда Blumarine легла любовь дизайнера к синим оттенкам. В 1980 году в Милане была представлена дебютная коллекция Blumarine, в рамках модного показа Modit. Представленная в 1981 году коллекция на Via Manzoni в Милане, принесла премию “Дизайнер года", после чего бренд приобрел всемирную известность. Затем коллекция, представленная в 1986 году, стала первой коллекцией, дизайн которой единолично был создан со стороны Молинари.
1987 году в рамках бренда Blumarine, была создана линия молодежной одежды для девочек в возрасте от 4 до 14 лет, названная Miss Blumarine. После запуска отдельной линии, супруги Молинари и Тарабини, в 1988 году создают компанию Blufin S.p.A в которую, на сегодняшний день, входят такие бренды как Blumarine, Miss Blumarine, Blugirl и Anna Molinari.
В 1995 году создаются такие бренды как Blugirl i Anna Molinari. Линия одежды Blugirl специализируется на разработке одежды и аксессуаров для молодых девушек. Линия Anna Molinari была создана со стороны дочери Анны Молинари, Росселлы Тарабини, которая назвала марку в честь матери. Бренд Anna Molinari является люксовой линией одежды Blufin S.p.A.
Первый монобрендовый бутик Blufin S.p.A был открыт в 1990 году в Милане. В этот же год рекламные компании бренда создавались под руководством фотографа Хельмута Ньютона. К 1994 году количество розничных торговых точек возросло до 400 по всему миру.
В 2006 году после смерти Джанпаоло Тарабини, руководство над компанией перешло к его сыну Джангвидо Тарабини .

## Награды
- «Дизайнер года» Modit(Милан, 1980 год).
- Награда Griffo d'Oro( Имола, Италия, 1981 год).
- Золотая награда Rotary Club(1991 год).
- Награда Lions Club Carpione d'Oro (1992 год)[5].

## Парфюмерия Blumarine
Первый парфюм, со стороны бренда, под названием Blumarin был выпущен в 1988 году.
При создании парфюмов, Blumarine привлекал таких парфюмеров, как  Александра Карлин, Софи Лаббе, Селин Барель, Натали Лорсон, Оливье Польж, Эмиль Коперман и т.д..